# Justin Bakker
Justin Bakker (Amsterdam, 3 marzo 1998) è un calciatore olandese, difensore del Vitesse.

## Biografia
Suo cugino Mitchel Bakker è a sua volta un calciatore professionista.

## Caratteristiche tecniche
È un difensore centrale.

## Carriera

### Club
Prodotto del settore giovanile dell'AZ Alkmaar, debutta fra i professionisti il 18 agosto 2017 con la seconda squadra del club biancorosso, in occasione del match di Eerste Divisie vinto 3-1 contro il Den Bosch.
Nel 2020 viene acquistato a titolo definitivo dal Go Ahead Eagles.

### Nazionale
Ha giocato nelle nazionali giovanili olandesi Under-15, Under-16 ed Under-17.

## Statistiche
Statistiche aggiornate al 6 settembre 2021.
| Stagione        | Squadra         | Campionato      | Campionato | Campionato | Coppe nazionali | Coppe nazionali | Coppe nazionali | Coppe continentali | Coppe continentali | Coppe continentali | Altre coppe | Altre coppe | Altre coppe | Totale | Totale |
| Stagione        | Squadra         | Comp            | Pres       | Reti       | Comp            | Pres            | Reti            | Comp               | Pres               | Reti               | Comp        | Pres        | Reti        | Pres   | Reti   |
| --------------- | --------------- | --------------- | ---------- | ---------- | --------------- | --------------- | --------------- | ------------------ | ------------------ | ------------------ | ----------- | ----------- | ----------- | ------ | ------ |
| 2016-2017       | Jong AZ Alkmaar | 2D              | 17         | 0          |                 | -               | -               |                    | -                  | -                  |             | -           | -           | 17     | 0      |
| 2017-2018       | Jong AZ Alkmaar | 1D              | 33         | 1          |                 | -               | -               |                    | -                  | -                  |             | -           | -           | 33     | 1      |
| 2018-2019       | Jong AZ Alkmaar | 1D              | 17         | 0          |                 | -               | -               |                    | -                  | -                  |             | -           | -           | 17     | 0      |
| 2019-2020       | Jong AZ Alkmaar | 1D              | 26         | 0          |                 | -               | -               |                    | -                  | -                  |             | -           | -           | 26     | 0      |
| 2020-2021       | Go Ahead Eagles | 1D              | 15         | 0          | CO              | 3               | 0               |                    | -                  | -                  |             | -           | -           | 18     | 0      |
| 2021-2022       | Go Ahead Eagles | ED              | 4          | 1          | CO              | 0               | 0               |                    | -                  | -                  |             | -           | -           | 4      | 1      |
| Totale carriera | Totale carriera | Totale carriera | 112        | 2          |                 | 3               | 0               |                    | -                  | -                  |             | -           | -           | 115    | 2      |

## Palmarès

### Club

#### Competizioni nazionali
- Tweede Divisie: 1

Jong AZ Alkmaar: 2016-2017